# Blake & Son
Blake & Son is een voormalig warenhuis in Maidstone in het Engelse graafschap Kent. 

## Geschiedenis
Het warenhuis aan 93-95 High Street werd opgericht in 1865 en was actief tot de sluiting in 1978. Het was een prestigieus warenhuis met een sierlijke gevel en woonverblijven boven de winkel. Het pand, gebouwd in 1855 door Whichcord en Aspitel, is als Grade-II-monument aangeduid, vanwege het ongebruikelijke en vroege gebruik van een gietijzeren gevel. Het gebouw telt 4 verdiepingen met een framewerk van gietijzer met daartussen een opvulling van groene tegels en heeft een schilddak in leisteen. In de geschiedenis van het warenhuis woonden winkelpersoneel en familieleden van de eigenaar boven de winkel. In de jaren 1920 werd het warenhuis overgenomen door W.F.C. Miles en bleef tot 1969 in zijn familie.
In 1969 werd het warenhuis overgenomen door het warenhuis Edward Bates. In 1978 werd het warenhuis gesloten en werden verschillende items uit het interieur, waaronder een katrolsysteem voor rekeningen en bonnetjes van de kassamedewerkers, aan het Maidstone Museum geschonken.